# Colegio de Químico-Farmacéuticos de Chile
El Colegio de Químico-Farmacéuticos de Chile es una Asociación Gremial Nacional de derecho privado, sin fines de lucro. Fue creado el 24 de julio de 1942, por ley 7205 como Colegio de Farmacéuticos de Chile. La constitución como Asociación Gremial data del 12 de mayo de 1981 (Diario Oficial núm. 30962). Cuenta con unos 1500 asociados Bioquímicos y Químico-Farmacéuticos en Chile. Es un miembro asociado de la Federación Farmacéutica Internacional (FIP).
El primer Consejo General fue constituido por:
- Luis Vivanco Castro (representante de Iquique)
- Juan González Matthews (Antofagasta)
- Gustavo Olivares Faúndez (La Serena)
- Ernesto Ewertz Voigt y Antonio Pavisic Nigoevic (Valparaíso)
- Orlando Cattani Marchetti, Alejandro Montero Quintana y Darío Avendaño Dammon (Santiago)
- César Leyton Garavagno (Talca)
- Orlando Villablanca Venegas (Chillán)
- Otto Reszcznski Ramírez (Concepción)
- Carlos Madariaga Martínez (Angol)
- Victor M. Cereceda Arancibia (Temuco)
- Ramiro Andrade Romero (Valdivia)
- Francisco Ghiglino Noli (Magallanes).

## Objetivos
- Representar a los asociados en asuntos que tengan relación con los objetivos y campo de acción de las profesiones de Químico-Farmacéuticos y Bioquímico.
- Colaborar y participar activamente con los poderes públicos en el estudio de materias de salud pública u otras en que tenga atingencia el químico-farmacéutico y el bioquímico.
- Velar por la calidad de la educación de los futuros Químico-Farmacéuticos y Bioquímicos.
- Propender al perfeccionamiento profesional de sus asociados a través de las siguientes actividades:

1. Organización y auspicio de reuniones científicas y gremiales nacionales e internacionales.
2. Otorgamiento de becas de estudio en el país y en extranjero, y de premios a trabajos científicos relacionados con la actividad profesional.
3. Colaboración con las autoridades universitarias en el estudio de los planes de enseñanza de las profesiones de químico-farmacéutico y bioquímico  incluyendo los programas de las Escuelas de Graduados.
4. Cualquier otra actividad que persiga los mismos fines.

- Difundir en la opinión pública el conocimiento de las funciones que realizan los Químicos-Farmacéutico y Bioquímicos, a través de publicaciones utilizando todos los medios tecnológicos disponibles periódicos o esporádicos de carácter científico y gremial.
- Promover estudios acerca de las condiciones económicas y de trabajo en que se desempeñan sus asociados.
- Crear y mantener organizaciones de bienestar, cooperación y ayuda en beneficio de sus asociados y prestarles asistencia en todo lo que fuere procedente.
- Denunciar a las autoridades el ejercicio ilegal de las profesiones químicos-farmacéutico y bioquímicos y requerir el cumplimiento de las disposiciones legales vigentes.

## Directorio Nacional
Para el período comprendido entre 2022-2025, su Directorio Nacional está conformado por: 
- Presidente: QF. Jorge Cienfuegos Silva
- Vicepresidente: QF. Elena Vega Cossio
- Secretaria: Q.F. Pamela Quinteros Guerreros
- Tesorero: QF. Mauricio Huberman Rodríguez

## Delegaciones Regionales
El Colegio de Químicos-Farmacéuticos de Chile tiene acción en todo el territorio nacional a través de las Delegaciones Regionales del Directorio Nacional, con sede en Santiago y que estarán ubicadas en cada una de las Regiones Administrativas en que se divide el país. Las sedes de las Delegaciones Regionales estarán ubicadas en las siguientes ciudades: Arica, Iquique, Antofagasta, Copiapó, La Serena, Valparaíso, Santiago, Rancagua, Talca, Chillán, Concepción, Temuco, Valdivia, Puerto Montt, Coyhaique y Punta Arenas.

## Presidentes
| Presidente                   | Preriodo  |
| ---------------------------- | --------- |
| Ornaldo Villablanca Venegas  | 1942-1950 |
| Luis Vivanco Castro          | 1950-1951 |
| Guillermo Uribe Barra        | 1951-1955 |
| Victor M. Cereceda Arancibia | 1955-1962 |
| Augusto Vieria Volpi         | 1962-1963 |
| Luis Jorquera Vargas         | 1963      |
| Hermann Schmidt-Hebbel       | 1963-1967 |
| Pedro Bacigalupe Otero       | 1967-1969 |
| Mario Martínez Ahumada       | 1969-1981 |
| Aquiles Arancibia Orrego     | 1981-1987 |
| Félix Iglesias Cortés        | 1987-1989 |
| Antonio Morris Peralta       | 1989-1995 |
| Daniel Méndez González       | 1996-2000 |
| Antonio Morris Peralta       | 2000-2001 |
| Elmer Torres Cortes          | 2001-2003 |
| Ivan Saavedra                | 2003-2006 |
| Elmer Torres Cortes          | 2006-2009 |
| Soledad Velásquez            | 2009-2011 |
| Mauricio Huberman            | 2011-2019 |
| Ana Victoria Nieto           | 2019-2022 |
| Jorge Cienfuegos Silva       | 2022-     |

## Sociedades Científicas Farmacéuticas
- Sociedad Chilena de Farmacia Asistencial.
- Sociedad Chilena de Laboratorio Clínico y Forense.
- Sociedad Chilena de Químicos Cosméticos.
- Sociedad Chilena de Farmacia Clínica.